# Simon Sutour
 (juillet 2015).
Simon Sutour est un homme politique français, membre du Parti socialiste, né le 18 août 1952 à Sète.

## Biographie

### Carrière professionnelle
Simon Sutour est administrateur territorial de profession.
Il fut successivement :
- Directeur général adjoint des services du Conseil général du Gard (-1985)
- Directeur général des services (DGS) du Conseil général du Gard (1985-1993)
- Directeur général des services de la mairie d'Avignon (Vaucluse) (1993-1995)
- Directeur général adjoint des services de la mairie de Nîmes (1995-1998)
- Sénateur du Gard (permanence située à Nîmes) (1998-2020)

### Carrière politique
Il est élu sénateur du Gard le 27 septembre 1998.
Il est réélu en septembre 2008 à la tête d'une liste — dixit Gérard Laudinas — « féminisée et rajeunie », alors qu'en 2005 la candidature de Damien Alary était envisagée.
Il devient président de la commission des affaires européennes à la suite de la victoire de la gauche au Sénat en 2011, soit du 6 octobre 2011 au 30 septembre 2014.

#### Fonctions au Sénat
- Président de la Commission des affaires européennes
- Ancien secrétaire du Sénat
- Ancien secrétaire de la commission des lois constitutionnelles, de la législation, du suffrage universel, du règlement et d'administration générale
- Ancien Vice-président de la Délégation pour l'Union européenne
- Ancien membre du Bureau du Sénat

### Prises de position

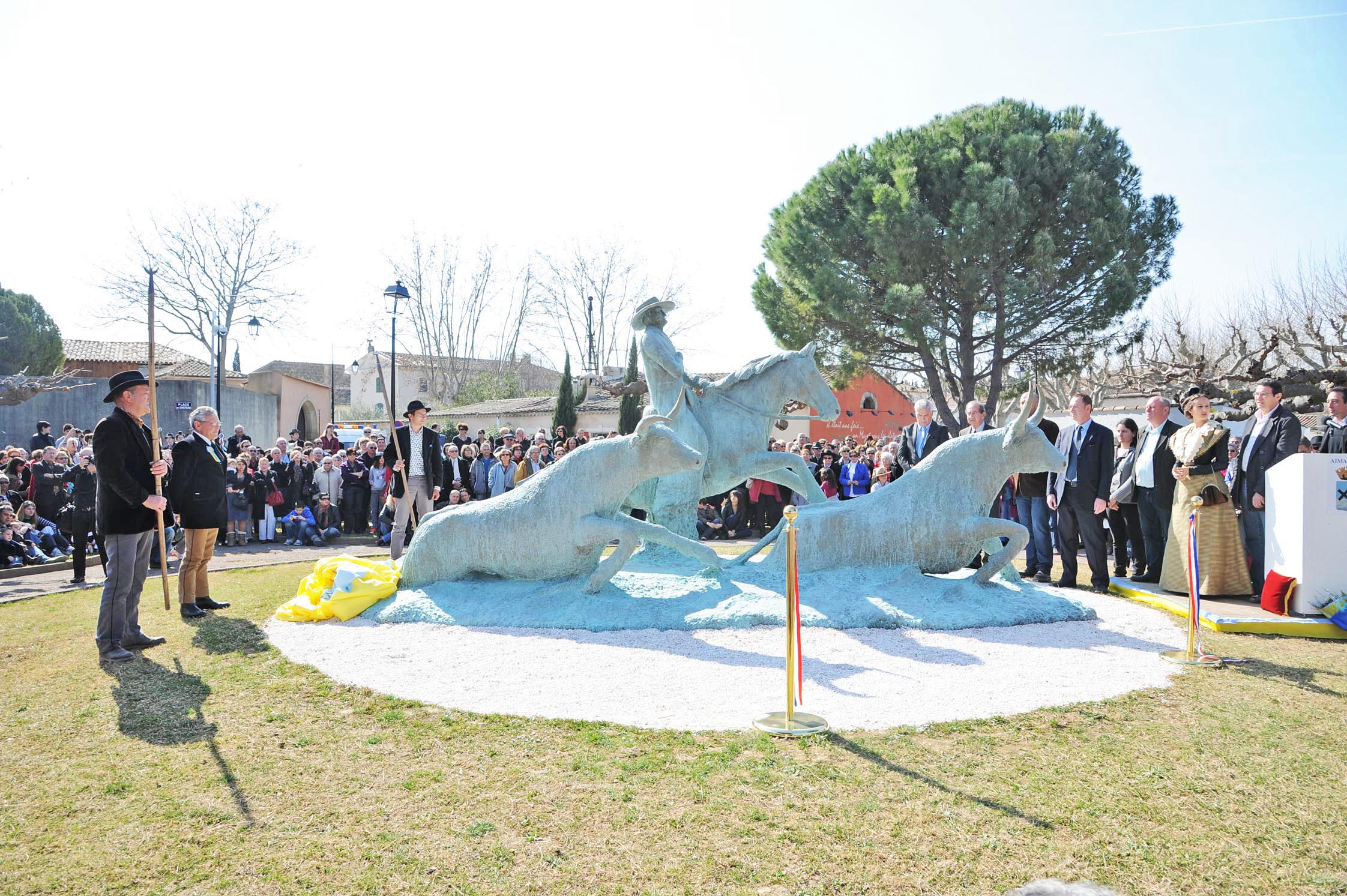
Simon Sutour avec Étienne Mourrut autour de la statue de Fanfonne Guillierme à Aimargues le 4 mars 2012.

Simon Sutour est un ancien du PSU fondé par Michel Rocard, dont il a adhéré en 1969 à l'âge de 17 ans.
Il est aujourd'hui membre du courant Socialisme et Démocratie de Dominique Strauss-Kahn qu'il a soutenu (comme l'ancien Premier ministre de François Mitterrand) à la candidature socialiste pour l'élection présidentielle de 2007, en novembre 2006. 
Dans le cadre des primaires citoyennes du Parti socialiste de 2011, il souhaite la candidature de Dominique Strauss-Kahn avant que ce dernier soit impliqué dans une affaire de viol aux États-Unis en juin 2011[réf. nécessaire].
Il a soutenu Martine Aubry, pour sa désignation comme candidate des socialistes à l'élection présidentielle de 2012, dont il est le mandataire de campagne départemental[réf. nécessaire]. 
Fabrice Verdier le tient pour son « mentor en politique ».

### Vie personnelle
Il est l'époux de Sabine Doumens, fonctionnaire territoriale et grande maîtresse de la grande loge française de Memphis-Misraïm de 2000 à 2003.

## Distinction
- Chevalier de la Légion d'honneur (1998)